# شیطان در بدن
شیطان در بدن (ایتالیایی: Il diavolo in corpo) یک فیلم درام عاشقانه و شهوانی به کارگردانی مارکو بلوکیو است که در سال ۱۹۸۶ منتشر شد. از بازیگران آن می‌توان به ماروشکا دتمرس، آنا اورسو، لیدیا برکولینو، استفانو آباتی و کلاودیو بوتوسو اشاره کرد.